# Kelvin Pritchett
Kelvin Bratodd Pritchett (Atlanta, 22 gennaio 1969) è un ex giocatore di football americano statunitense che ha militato nel ruolo di defensive tackle nella National Football League (NFL). Al college giocò a football a Mississippi

## Carriera professionistica
Pritchett fu scelto come 20º assoluto nel Draft NFL 1991 dai Dallas Cowboys e immediatamente scambiato coi Detroit Lions per una scelta del secondo giro (Dixon Edwards), una del terzo giro (James Richards) e una del quarto giro (Tony Hill). Vi giocò fino al 1994, dopo di che firmò come free agent un contratto quadriennale del valore di 8,6 milioni di dollari coi Jacksonville Jaguars, alla loro prima stagione nella lega. Nel 1999 fece ritorno a Detroit, con cui rimase fino al termine della carriera nel 2004.

## Statistiche
| Partite    | 208  |
| Sack       | 31,5 |
| Intercetti | 1    |